# Toucanet à gorge blanche
Aulacorhynchus albivitta
Espèce
Synonymes
- Pteroglossus albivitta Boissonneau, 1840
(protonyme)

Statut de conservation UICN

 LC  : Préoccupation mineure
Le Toucanet à gorge blanche (Aulacorhynchus albivitta) est une espèce d'oiseaux de la famille des Ramphastidae.

## Répartition
Cette espèce vit en Amérique du Sud.

## Taxonomie
Il a longtemps été considéré comme une sous-espèce du Toucanet émeraude (Aulacorhynchus prasinus) et pour cela, n'apparaît pas dans les listes de l'UICN.